# Кейси Смит
Кейси Смит (р. в Дъблин, Ирландия) е ирландска певица.

## Музикална кариера
Занимава се с пеене от ранна възраст. От 2008 до 2011 година е част от група „Уандърленд“, като член на която става известна. През 2013 година влиза в ирландската селекция за „Евровизия“ с песента „Kiss Me” и остава на трето място. Успехът я спохожда година по-късно, когато е избрана да представи Ирландия на „Евровизия 2014“ съвместно с група „Кен-Лин“.